# David Wenham
David Wenham (Marrickville, Australia, 21 de septiembre de 1965) es un actor de cine y televisión australiano, que alcanzó la fama en su país con la película The Boys en 1998, y la internacional en 2002 por su papel de Faramir en la trilogía de El Señor de los Anillos de Peter Jackson.

## Biografía personal
David es el menor de un hermano (Peter) y cinco hermanas (Helen, Anne, Carmel, Kathryn, Maree). Sus padres se llaman Bill y Katie. Estudió en la escuela católica Christian Brothers en Mewisham (Sídney) y después en la Universidad de Australia Occidental. El 25 de mayo de 2006 recibió el título de doctor honoris causa por la Universidad Católica de Australia «por su gran contribución a las artes y compromiso con los asuntos sociales y medioambientales».
Actualmente mantiene una relación duradera con Kate Agnew, monitora de yoga acuático y también actriz, con la que tiene dos niñas: Eliza Jane (2003) y Millie (2008). Familiarmente es conocido como Daisy por la tradición australiana de acortar los nombres de los niños.

## Carrera
Su primera interpretación consistió en un pequeño papel en la serie Sons and Daughters (1982). Tras haber participado en otras varias series de televisión, dio el salto al cine con Greenkeeping (1992) y Cosi (1996), después de las que comenzó a recibir las alabanzas del público y de la crítica australiana. Pero fue con The Boys (1998) cuando se afianzó definitivamente como uno de los grandes actores australianos, consiguiendo diversos premios y nominaciones, incluyendo un premio del Instituto de Cine Australiano (Australian Film Institute, AFI).
En 1998 tuvo un papel principal en la serie Seachange, de gran éxito, que le sirvió para afianzar su popularidad como uno de los actores australianos más queridos y obtener una nominación para otro premio AFI. Mientras tanto, en 1999 protagonizó la película Molokai: The Story of Father Damien, para la que interpretó la vida del Padre Damián en una comunidad de leprosos en el Hawái del siglo XIX.
La participación de Wenham en películas más conocidas internacionalmente se limita a un pequeño papel en Moulin Rouge! (2001), el personaje de Faramir en Las dos torres (2002) y El retorno del Rey (2003) de la trilogía de El Señor de los Anillos de Peter Jackson, al monje Carl en Van Helsing (2004) y al soldado Dilios en 300 (2007).
También fue protagonista en la versión teatral de Cyrano de Bergerac en Melbourne durante 2005. En septiembre de 2006 recitó el poema «Los cocodrilos lloran» de Rupert McCall durante el funeral del zoólogo Steve Irwin.
En 2014 vuelve a ponerse en la piel de Dilios para la secuela de 300, titulada 300: Rise of an Empire.
En enero del 2018 se unió al elenco principal de la serie Romper Stomper donde dio vida a Jago Zoric, el anfitrión de un programa de entrevistas.

## Filmografía

### Cine
| Año  | Película                                         | Película                                    | Película                                    | Rol                            | Notas y premios                  |
| Año  | Título original                                  | Título en Hispanoamérica                    | Título en España                            | Rol                            | Notas y premios                  |
| ---- | ------------------------------------------------ | ------------------------------------------- | ------------------------------------------- | ------------------------------ | -------------------------------- |
| 2022 | Mortal Kombat Legends Snow Blind                 |                                             |                                             | Kano                           |                                  |
| 2017 | Pirates of the Caribbean: Dead Men Tell No Tales | Piratas del Caribe: La venganza de Salazar  | Piratas del Caribe: La venganza de Salazar  | Scarfield                      |                                  |
| 2016 | Lion                                             |                                             |                                             | John Brierley                  |                                  |
| 2014 | Paper Planes                                     |                                             |                                             | Patrick                        |                                  |
| 2014 | 300: Rise of an Empire                           | 300: El nacimiento de un imperio            | 300: El origen de un imperio                | Dilios                         |                                  |
| 2014 | Oranges and Sunshine                             |                                             |                                             | Len                            |                                  |
| 2014 | Legend of the Guardians: The Owls of Ga'Hoole    | Ga'Hoole: la leyenda de los guardianes      | Ga'Hoole: la leyenda de los guardianes      | Digger                         | Voz en largometraje de animación |
| 2010 | Glenn Owen Dodds                                 |                                             |                                             | Glenn Owen Dodds               | Cortometraje                     |
| 2009 | Die Päpstin                                      | La pontífice                                | La papisa                                   | Gerold                         |                                  |
| 2009 | Public Enemies                                   | Enemigos públicos                           | Enemigos públicos                           | Harry Pierpoint                |                                  |
| 2008 | Australia                                        | Australia                                   | Australia                                   | Neil Fletcher                  |                                  |
| 2008 | The Children of Huang Shi                        | Los niños de Huang Shi                      | Los niños de Huang Shi                      | Barnes                         |                                  |
| 2007 | Married Life                                     | Infieles                                    | El juego del matrimonio                     | John O'Brien                   |                                  |
| 2006 | 300                                              | 300                                         | 300                                         | Dilios                         |                                  |
| 2005 | The Proposition                                  | La proposición                              | La proposición                              | Eden Fletcher                  |                                  |
| 2005 | Three Dollars                                    | Tres dólares                                | Tres dólares                                | Eddie Harnovey                 |                                  |
| 2004 | Van Helsing                                      | Van Helsing                                 | Van Helsing                                 | Carl                           |                                  |
| 2004 | Van Helsing: The London Assignment               |                                             |                                             | Carl                           | Voz en cortometraje de animación |
| 2003 | The Lord of the Rings: The Return of the King    | El Señor de los Anillos: el retorno del Rey | El Señor de los Anillos: el retorno del Rey | Faramir                        |                                  |
| 2003 | Basilisk Stare                                   |                                             |                                             | Dave                           | Cortometraje                     |
| 2003 | Gettin' Square                                   | Saldando cuentas                            | El desquite                                 | Johnny Francis 'Spit' Spitieri |                                  |
| 2002 | The Lord of the Rings: The Two Towers            | El Señor de los Anillos: las dos torres     | El Señor de los Anillos: las dos torres     | Faramir                        |                                  |
| 2002 | Pure                                             | Pure                                        | Pure                                        | Lenny                          |                                  |
| 2002 | The Crocodile Hunter: Collision Course           | El cazador de cocodrilos                    | El cazacocodrilos                           | Sam Flynn                      |                                  |
| 2001 | Dust                                             | Dust: cenizas y pólvora                     | Cenizas y pólvora                           | Luke                           |                                  |
| 2001 | The Bank                                         | The Bank                                    | Jim Doyle                                   |                                |                                  |
| 2001 | Moulin Rouge!                                    | Amor en rojo                                | Moulin Rouge, amor en rojo                  | Audrey                         |                                  |
| 2001 | Russian Doll                                     |                                             |                                             | Ethan                          |                                  |
| 2000 | Better Than Sex                                  | Mejor que el sexo                           | Mejor que el sexo                           | Josh                           |                                  |
| 1999 | Molokai: The Story of Father Damien              |                                             |                                             | Padre Damián                   |                                  |
| 1998 | A Little Bit of Soul                             | Rito satánico                               |                                             | Dr. Richard Shorkinghorn       |                                  |
| 1998 | Dark City                                        | Dark City                                   | Dark City                                   | Asistente de Schreber          |                                  |
| 1998 | The Boys                                         |                                             |                                             | Brett Sprague                  |                                  |
| 1996 | Idiot Box                                        |                                             | Idiot Box: la caja tonta                    | «Contable con historia»        |                                  |
| 1996 | Cosi                                             | Adorable locura                             | Adorable locura                             | Doug                           |                                  |
| 1995 | Roses Are Red                                    |                                             |                                             | Brian                          | Cortometraje                     |
| 1994 | No Escape                                        | Fuga de Absolom                             | Escape de Absolom                           | Guardia de hotel n.º 2         |                                  |
| 1994 | Gino                                             |                                             |                                             | Trevor                         |                                  |
| 1994 | Tran the Man                                     |                                             |                                             | Raymond 'Tran' Moss            | Cortometraje                     |
| 1992 | Greenkeeping                                     |                                             |                                             | Trevor                         |                                  |
| 1992 | Seeing Red                                       |                                             |                                             | Frank n.º 2                    |                                  |

### Televisión
- Sons and Daughters (1982)
- Poor Man's Orange (1987) - Miniserie
- The Heroes (1988)
- Come in Spinner (1990)
- Burned Bridge (1994) - Miniserie
- Simone de Beavoir's Babies (1997) - Miniserie
- Return to Jupiter (1997) - Serie
- SeaChange (1998-1999) - Serie
- After the Deluge (2003) Miniserie
- The Brush-Off (2004)
- Stiff (2004)
- Answered by Fire (2006) Miniserie
- The Code (2014-)
- Banished (2015-) Arthur Phillip
- Wake in Fright (2017) - Miniserie
- Iron Fist (2017) - Serie vía Streaming
- Romper Stomper (2018)

## Premios y nominaciones
| Año  | Categoría                                            | Premio             | Serie                 | Resultado |
| ---- | ---------------------------------------------------- | ------------------ | --------------------- | --------- |
| 2013 | Most Outstanding Performance by an Actor–Male        | ASTRA Award        | Dripping in Chocolate | Nominado  |
| 2014 | Most Outstanding Actor                               | Silver Logie Award | Better Man            | Nominado  |
| 2014 | Best Guest or Supporting Actor in a Television Drama | AACTA Award        | Better Man            | Nominado  |
| 2018 | Most Outstanding Supporting Actor                    | Logie Award        | Romper Stomper        | Nominado  |